# هويرسفيردا
هويرزوردا (بالألمانية: Hoyerswerda) هي بلدة ألمانية و بلدة كبيرة ‏ تقع في ألمانيا في باوتسن. يقدر عدد سكانها بـ 35,019 نسمة.

## المدن التوأمة
مدن دلينغن سار، Huittinen، Środa Wielkopolska County، سوتيرا، Frederiksværk، Odda، Stenungsund و Keila هي مدن توأمة لـخويرزوردا.

## معرض صور

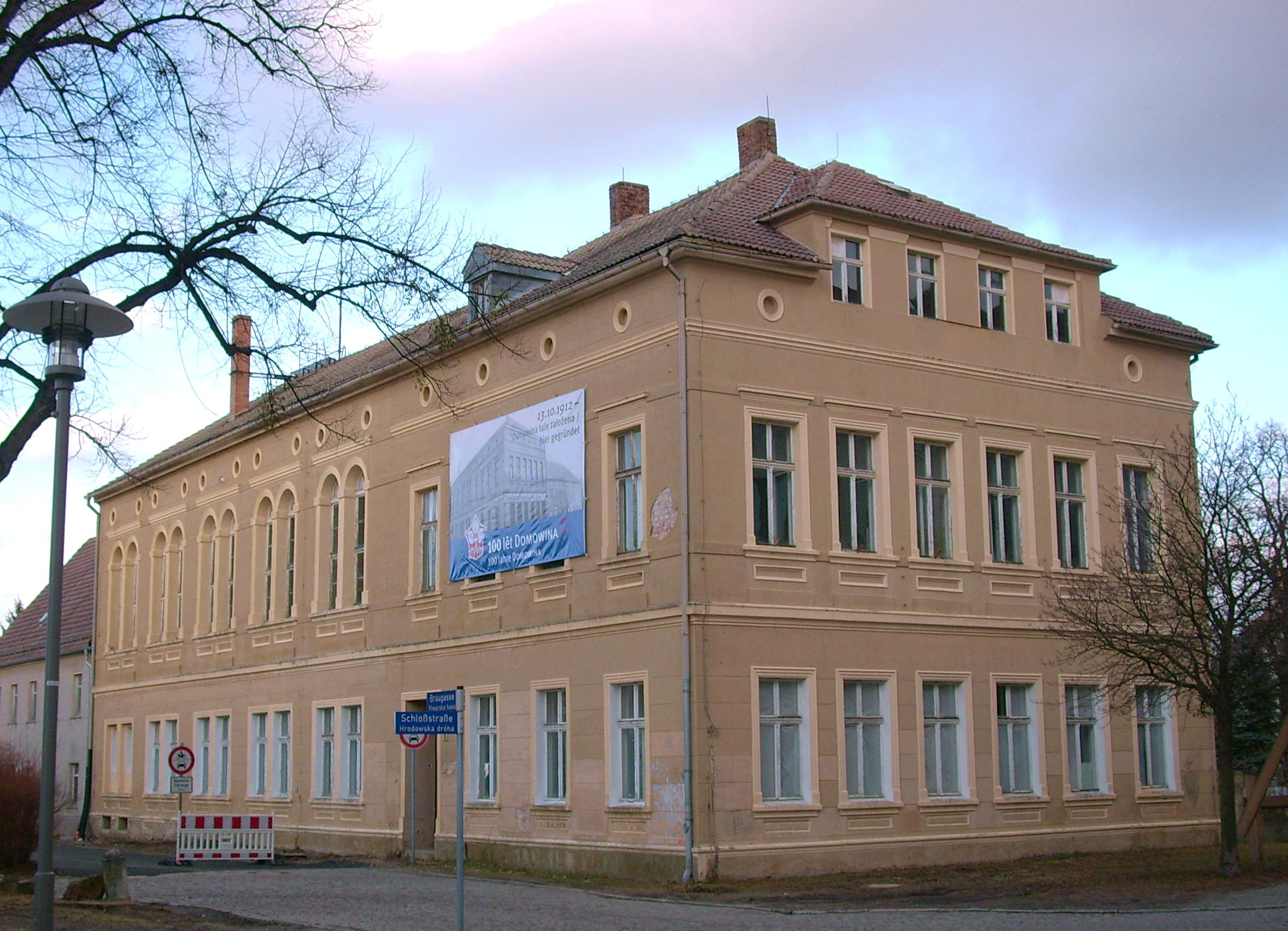
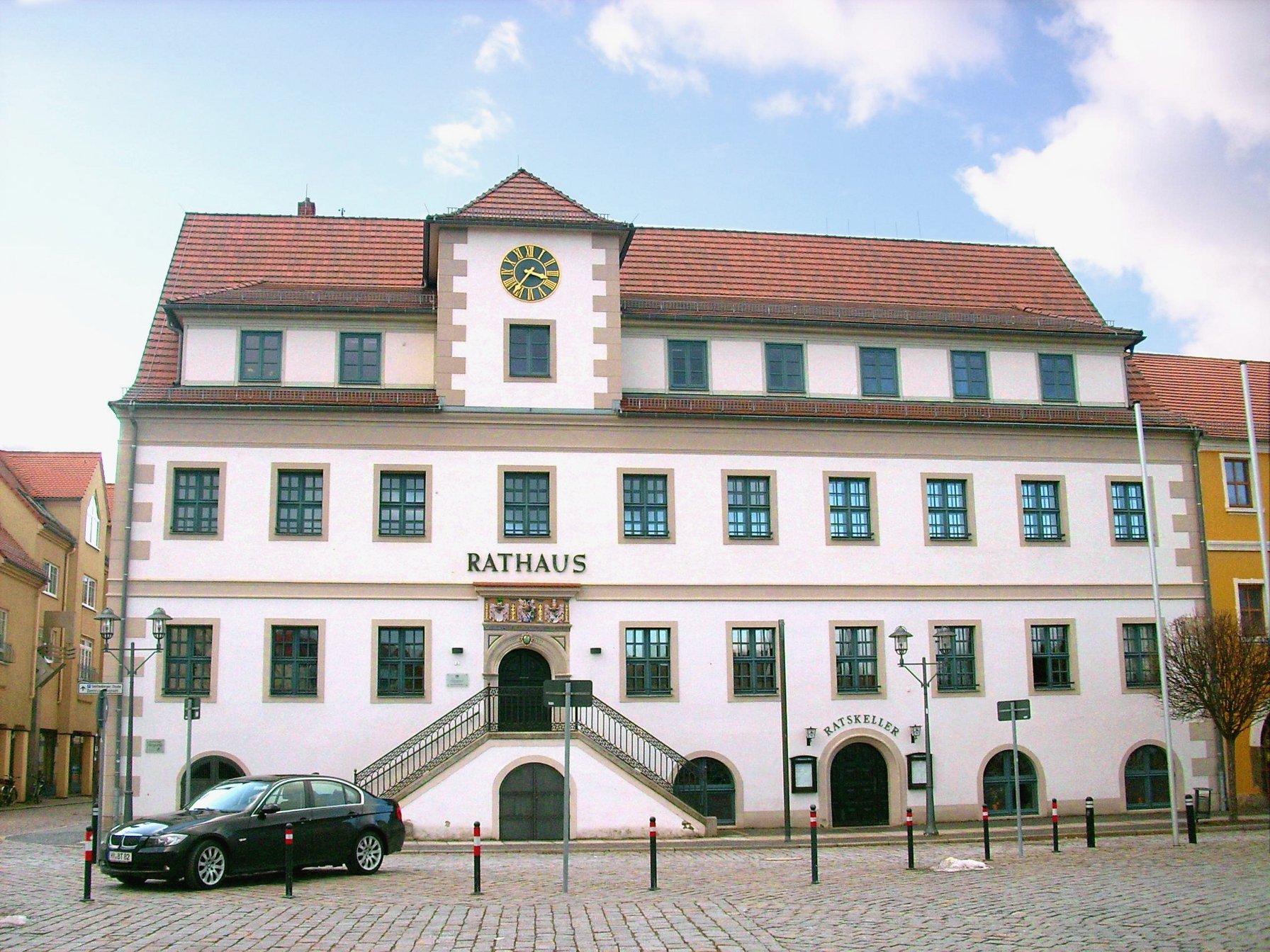
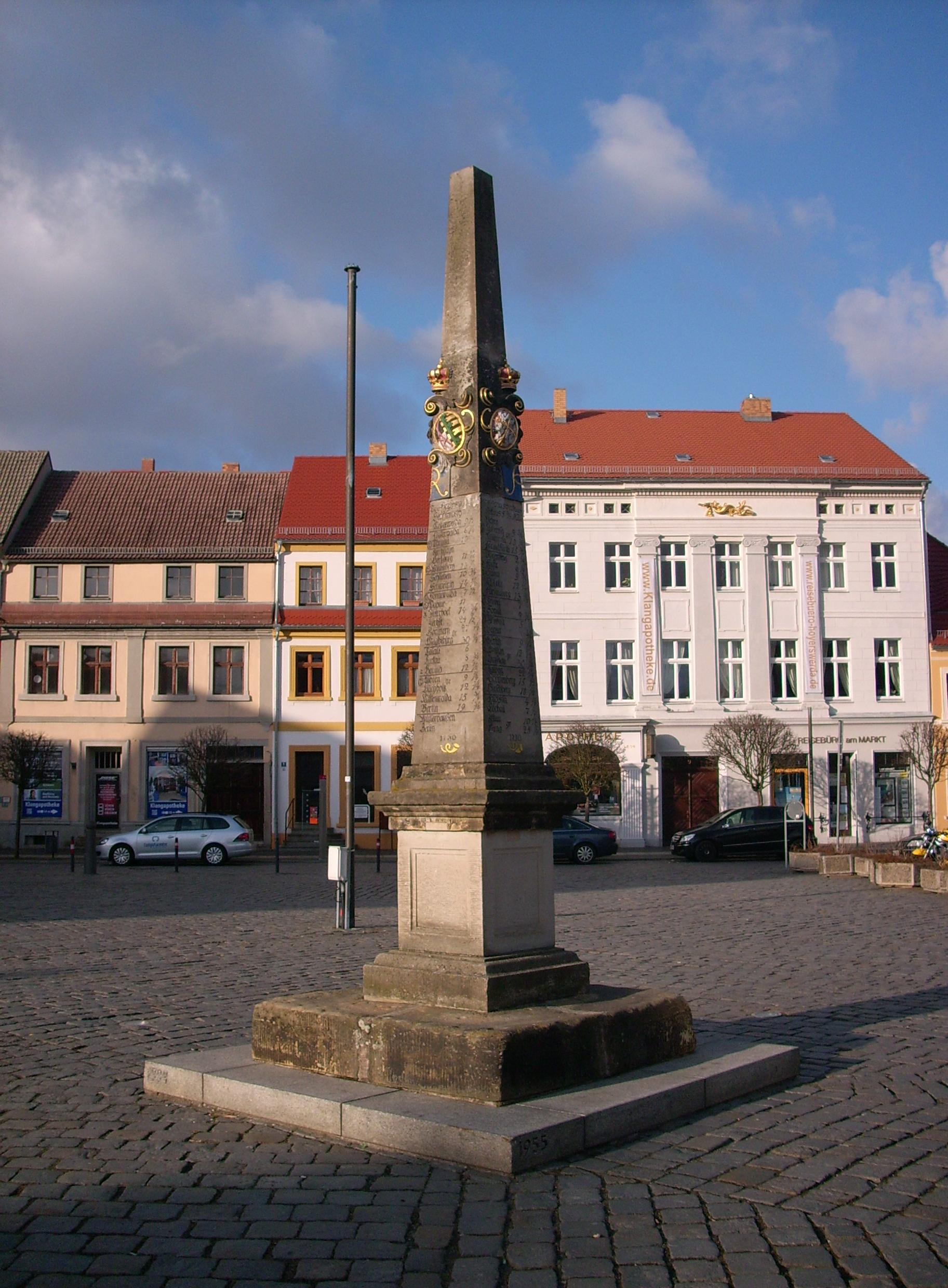
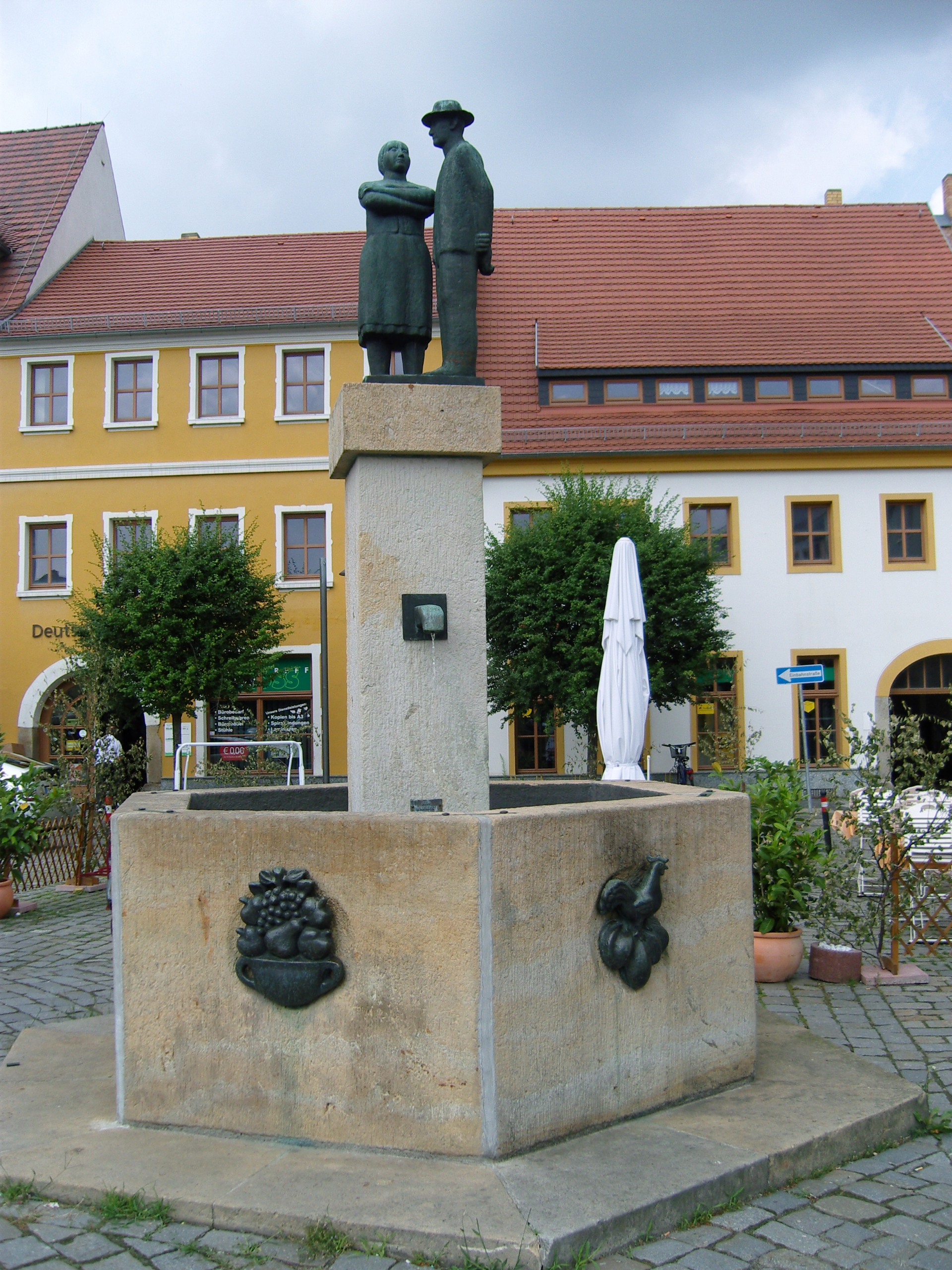
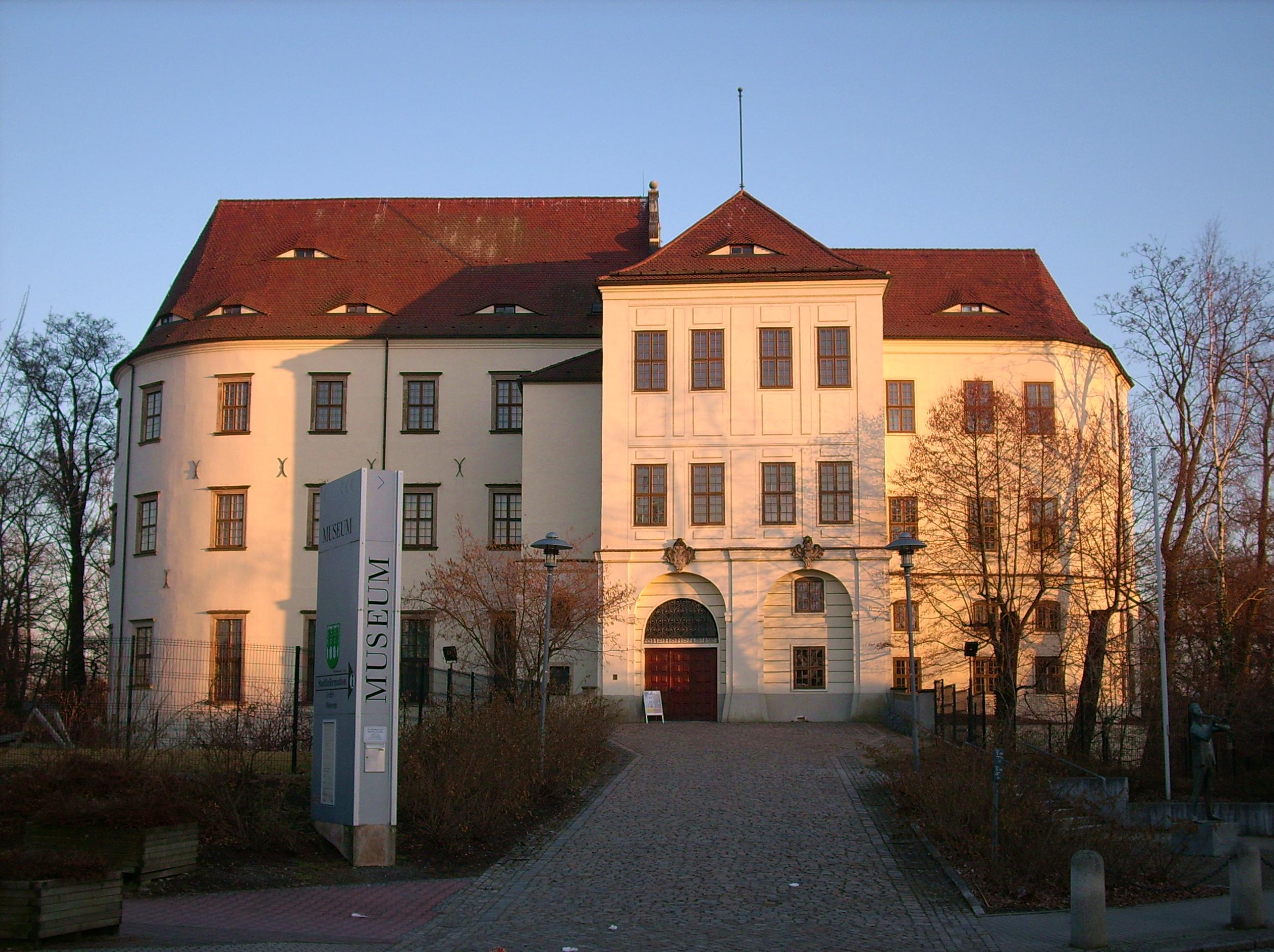
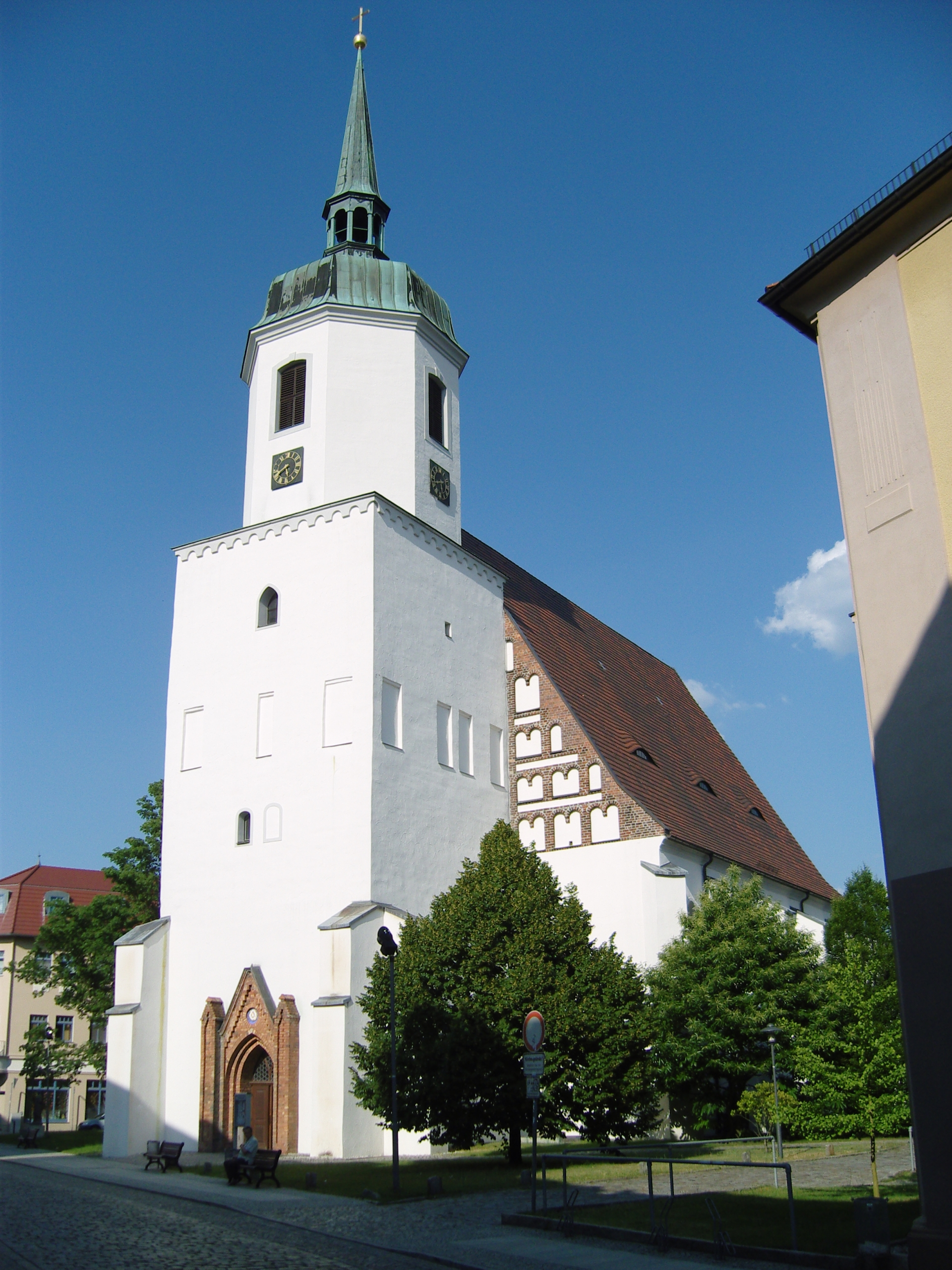

## أعلام
- مارفين ستيفانياك
- رولاند هنيغ
- توني يانتشكه
- توم ميكيل
- ماتياس هايدريش